# Eurasiakanalen

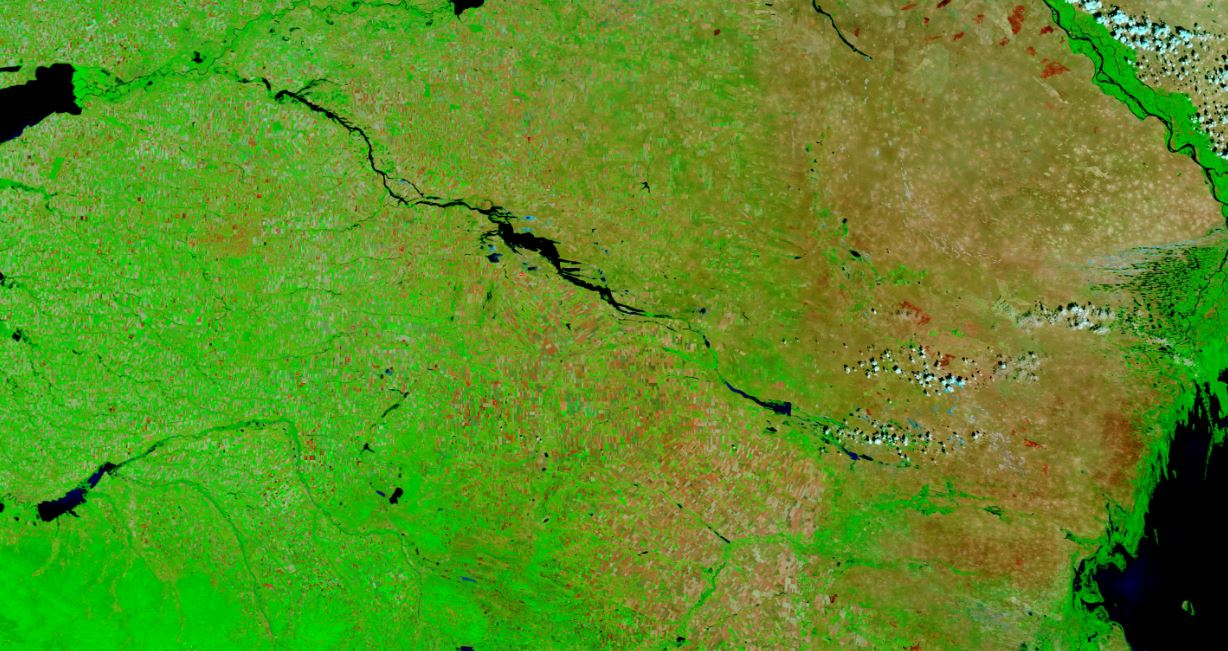
Kuma-Manytj-sänkan med Manytjfloden.

Eurasiakanalen (ryska: Канал "Евразия") är en föreslagen 700 kilometer lång kanal genom norra Kaukasus. Den skall förbättra förbindelsen  mellan Kaspiska havet och Svarta havet och minska restiden för de fartyg som idag går genom Volga–Donkanalen.
Projektet lanserades av Kazakstans president år 2007 och har fått stöd av Kina.
Kanalen föreslås gå i Kuma-Manytj-sänkan längs en mindre kanal för bevattning och utnyttja befintliga vattenmagasin och sjöar. Den beräknas bli 110 meter bred och 6,5 meter djup med totalt sex slussar och transportera fartyg med en dräktighet på upp till 10 000 ton. Med en kapacitet på 75 miljoner ton om året kan den jämföras med kanalen mellan Chesapeake Bay och Delawarefloden i östra USA.